# 斯特里加尼
50°18′57″N 26°47′34″E / 50.31583°N 26.79278°E
斯特里加尼（烏克蘭語：Стригани），是烏克蘭西部的村莊，隸屬赫梅利尼茨基州的舍佩蒂夫卡區。該村面積1.22平方公里，海拔高度208米，2001年人口469，人口密度每平方公里384.4人。